# Irská občanská armáda

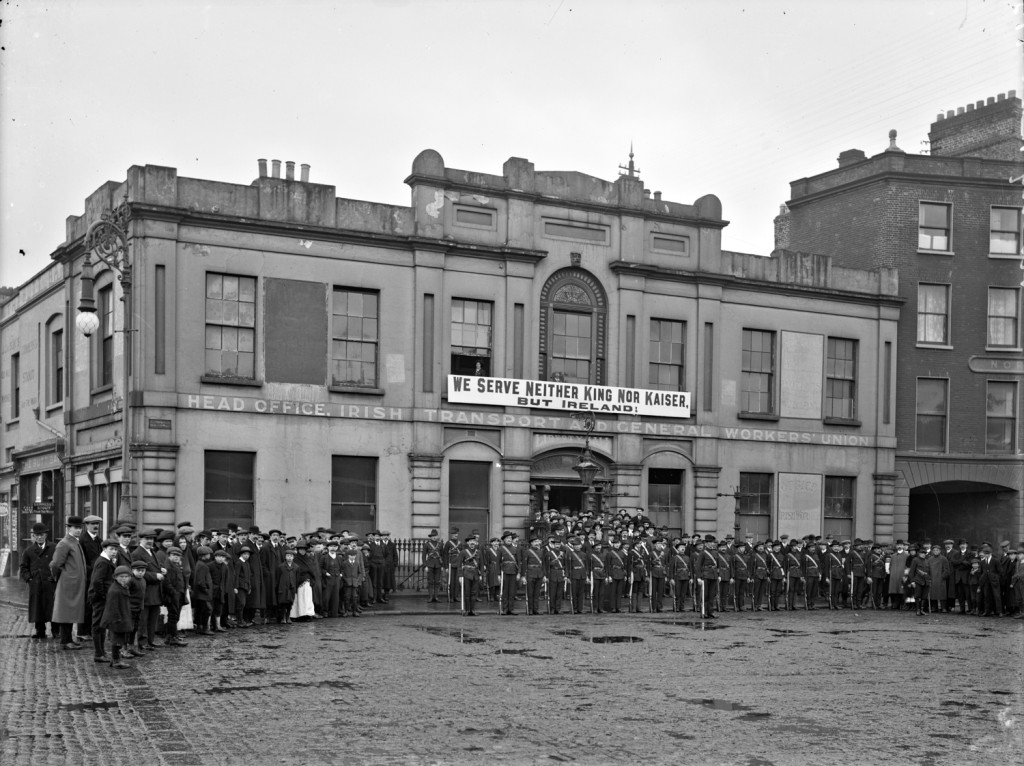
Členové Irské občanské armády roku 1914

Irská občanská armáda (irsky: Arm Cathartha na hÉireann, anglicky: Irish Citizen Army), známá též pod zkratkou ICA, byla irská polovojenská skupina složená z odborářů Irského svazu dopravních a všeobecných pracovníků (ITGWU). Byla založena 23. listopadu 1913 v Dublinu, původně na obranu dělnických demonstrací před dublinskou metropolitní policií. Nakonec ale sehrála významnou roli především ve Velikonočním povstání roku 1916, tedy při pokusu svrhnout britskou správu v Irsku. Zakladateli skupiny byli James Larkin, James Connolly a Jack White. Mezi další prominentní členy patřili Seán O'Casey nebo Constance Markieviczová.
Po velikonočním povstání, smrti Jamese Connollyho a odchodu Jima Larkina byla organizace během irské války za nezávislost odsunuta na vedlejší kolej. Irské republikánské armádě zajišťovala pouze materiální podporu, do bojů přímo nezapojila a prohlásila se za „neutrální“. Poté, co v červenci 1919 vedení organizace rozhodlo, že členové ICA nemohou být současně členy IRA, následoval mohutný odliv členů a úplná marginalizace.
V roce 1934 se organizaci pokusila převzít a oživit nově založená marx-leninská politická strana Republikánský kongres. Rozpad Republikánského kongresu roku 1936, v důsledku ideologických sporů, však znamenal i definitivní konec ICA.